# Sale di diazonio

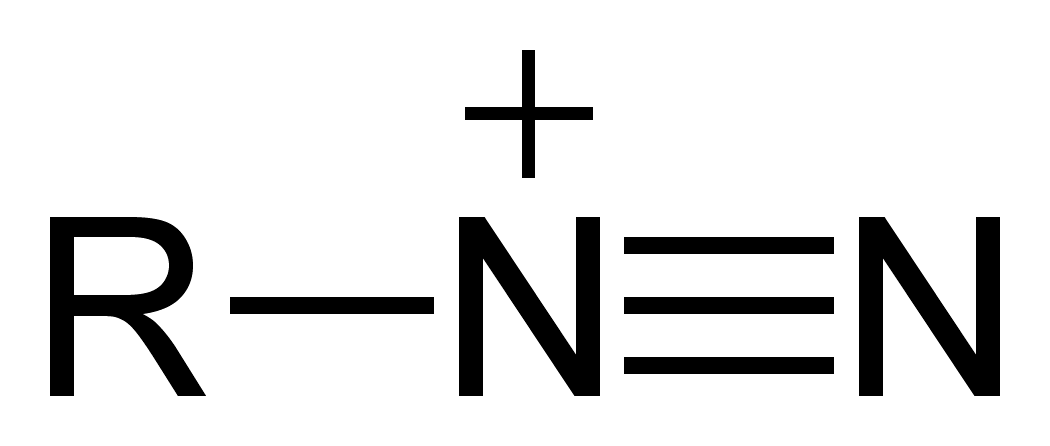
Struttura generale di catione diazonio organico, con R un radicale alchile o arile.

I sali di diazonio sono composti organici di tipo salino aventi formula generale R–+N≡N X–, in cui il gruppo funzionale cationico –+N≡N è detto diazonio. Il gruppo è isoelettronico a quello degli isonitrili (come pure a quello dei nitrili). Il gruppo R rappresenta genericamente un alchile o un arile, anche se raramente i sali di alchildiazonio sono sufficientemente stabili, cosa che invece accade per i sali di arildiazonio, cioè Ar–+N≡N X–. Infatti, tra gli ioni alchildiazonio il più stabile, praticamente l'unico tra gli alchili, è il metildiazonio H3C–+N≡N, ben noto per essere l'intermedio (non come sale stabile) nelle reazioni in cui si ha la protonazione del diazometano H2C=+N=N–; con altri alchili si ha di norma la scissione eterolitica all'atto stesso di formazione del sale di diazonio, con rilascio di una molecola di N2, che è con ogni probabilità il miglior gruppo uscente, e questo è regolarmente il destino dei tentativi di preparazione di sali di diazonio alchilici.
Per avere quindi sali di diazonio aventi una seppur limitata stabilità occorre normalmente ricorrere ad arili, con i quali si beneficia della stabilizzazione fornita dalla risonanza del gruppo diazonio con l'anello aromatico. Anche così, tuttavia, questi sali di arildiazonio (detti anche di arendiazonio), che sono composti dotati di ricca e variata reattività, sono comunque termicamente instabili, la loro formazione e le loro reazioni sono normalmente condotte a freddo o comunque a bassa temperatura.
Sintetizzati per la prima volta nel 1858 a partire da ammine aromatiche, i sali di diazonio ricoprirono presto un ruolo importante nella produzione industriale dei coloranti azoici.

## Preparazione
Il processo di formazione dei composti del diazonio è chiamato diazotazione. La reazione è stata per prima riferita da Peter Griess nel 1858, che successivamente scoprì diverse reazioni di questa nuova classe di composti. Comunemente, i sali di diazonio sono prodotti trattando ammine aromatiche con acido nitroso e un acido forte. Di solito l'acido nitroso è prodotto in situ (nello stesso flacone) da nitrito di sodio e da eccesso di acido inorganico (solitamente una soluzione acquosa di HCl, H2SO4, o HBF4):
ArNH2  +  HNO2  +  H+   →   ArN2+  +  2 H2O

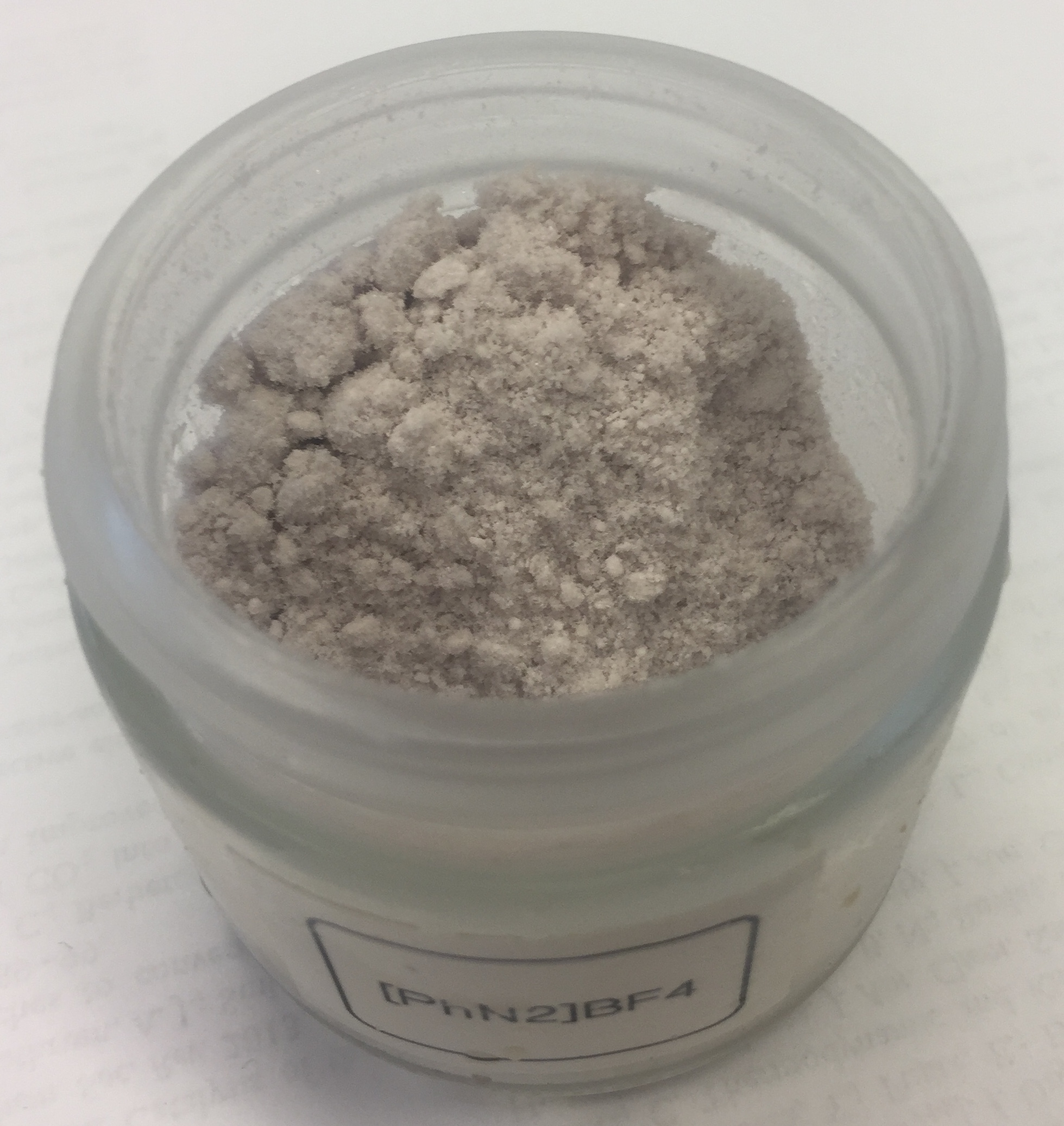
Campione di tetrafluoroborato di fenildiazonio.

Soluzioni acquose di cloruri di benzendiazonio, tradizionalmente preparati dall'anilina, dal nitrito di sodio e dall'acido cloridrico, sono instabili sopra 5   °C. Tuttavia, si possono isolare i diazocomposti come sali di tetrafluoroborato o di tosilato, che sono solidi stabili a temperatura ambiente.
Spesso si preferisce che il sale di diazonio rimanga in soluzione, ma tende a supersaturare. Gli operatori sono stati feriti e qualcuno è morto per una inaspettata cristallizzazione del sale seguita dalla sua detonazione.

Preparazione di cloruro di m-trifluorometilbenzensolfonile

A causa di questi rischi, i sali di diazonio di solito non sono isolati. Invece sono utilizzati in situ. Questo metodo viene mostrato nella preparazione di un composto di arilsolfonile nell'immagine a sinistra.

## Reazioni di azocopulazione
Una importante reazione dei sali di arendiazonio è l'azocopulazione. In questo processo, il catione di arendiazonio è l'elettrofilo che attacca substrati aromatici attivati, in quanto recano su di sé sostituenti a rilascio elettronico. Con substrati come aniline e fenoli, il processo è un esempio di sostituzione elettrofila aromatica, che si completa con l'espulsione dall'anello aromatico attaccato di uno ione H+, poi preso da una base presente nell'ambiente di reazione:
ArN+2 + Ar′H → ArN2Ar′ + H+
Un'altra classe di composti commerciali per accoppiamento sono le ammidi acetoacetiche, come mostrato nella preparazione del Pigmento Giallo 12, un pigmento diarilidico.
Gli azocomposti risultanti sono spesso coloranti utili e infatti sono chiamati azocoloranti. I colori profondi delle tinture riflette la loro estesa coniugazione. Ad esempio, il colorante giallo anilina viene prodotto dalla miscela di anilina e soluzione fredda di sale di diazonio e scuotendoli vigorosamente. Il giallo anilina si ottiene come un giallo solido.
Allo stesso modo, una soluzione basica fredda di naftalen-2-olo (β-naftolo) produce un precipitato intensamente colorato di rosso-arancio. Il metilarancio è un esempio di azocolorante che viene usato in laboratorio come indicatore di pH.

## Reazioni di spostamento del gruppo N2
Il gruppo diazo (N2) può essere sostituito in un processo detto dediazotazione, con liberazione di una molecola di azoto (N2) e un carbocatione arilico o più comunemente in combinazione con il trasferimento di elettrone singolo e un radicale arilico.
La dediazotazione è comunemente indotta dagli alogenuri. I cationi arildiazonio subiscono diverse reazioni in cui il gruppo N2 viene sostituito da un altro gruppo o ione. Il processo è una reazione di sostituzione nucleofila aromatica che costituisce la base delle reazioni analizzate nel seguito.

### Sostituzione con alogeni

#### Reazione di Sandmeyer

Ione benzendiazonio, esempio di catione diazonio.

I sali di arildiazonio possono essere utilizzati come reagenti nelle sostituzioni nucleofile aromatiche tramite le reazioni di Sandmeyer.
Il cloruro di benzenediazonio in soluzione di HCl (o il bromuro in soluzione di HBr), riscaldato con cloruro (o bromuro) rameoso, producono clorobenzene (o bromobenzene). La reazione chimica è la seguente:
C6H5N+2 + CuCl → C6H5Cl + N2 + Cu+

#### Reazione di Gatterman
Nella reazione Gatterman, il cloruro di benzendiazonio viene riscaldato con polvere di rame e HCl o HBr per produrre clorobenzene e bromobenzene rispettivamente. Tale metodo prende il nome dal chimico tedesco Ludwig Gattermann.
2 Cu + 2 [C6H5N2]+ → 2 Cu+ + (C6H5)2 + 2 N2 (iniziazione)
[C6H5N2]+ + HX → C6H5X + N2 + H+ (catalisi di Cu+)

#### Sostituzione con ioduro
Lo iodio non è facile da introdurre direttamente nell'anello benzenico. Tuttavia può essere introdotto trattando i sali di arildiazonio con ioduro di potassio:
C6H5N+2 X- + KI → C6H5I + KX↓ + N2↑

#### Sostituzione con fluoruro
Il fluorobenzene viene prodotto per decomposizione termica di fluoroborato di benzendiazonio. La conversione viene detta reazione di Balz-Schiemann.
[C6H5N+2]BF−4 → C6H5F + BF3 + N2

### Sostituzioni con elementi misti

#### Sostituzione con idrogeno
I cationi arildiazonio sono ridotti da acido ipofosforoso, ipofosfito di calcio,  o stannito di sodio (Na2SnO2) dando il benzene:
[C6H5N+2]Cl− + H3PO2 + H2O → C6H6 + N2 + H3PO3 + HCl

#### Sostituzione con gruppo ossidrile
I fenoli sono ottenuti per riscaldamento di una soluzione acquosa di un sale di arildiazonio a 100 °C.
C6H5N+2 + H2O → C6H5OH + N2 + H+
Questa reazione viene detta in tedesco Phenolverkochung ("cucinare fino a produrre fenoli"). Il fenolo formato può reagire con il sale di diazonio e quindi la reazione viene condotta in presenza di un acido che aiuta a sopprimere tale ulteriore reazione.

#### Sostituzione con gruppo nitro
Il nitrobenzene può essere ottenuto trattando il benzendiazonio fluoroborato con nitrito di sodio in presenza di rame. Alternativamente, la diazotazione dell'anilina può essere condotta in presenza di ossido rameoso, che genera nitrito rameoso in situ:
C6H5N+2 + CuNO2 → C6H5NO2 + N2 + Cu+

#### Sostituzione con gruppo ciano
Il gruppo ciano solitamente non può introdursi per sostituzione nucleofila di aloareni, ma tali composti possono essere preparati dai sali di diazonio. Un esempio è la preparazione di benzonitrile usando come reagente il cianuro rameoso:
C6H5N+2 + CuCN → C6H5CN + Cu+ + N2
Questa reazione è un caso particolare della reazione di Sandmeyer.

#### Sostituzione con gruppo tiolo
I sali di diazonio possono essere convertiti in tioli con una procedura a due stadi. Il trattamento di cloruro di benzendiazonio con etilxantato di potassio (abbreviato KEX-Potassium Ethyl Xanthate) genera come intermedio il corrispondente estere fenilico; la sua successiva idrolisi fornisce il tiofenolo:
C6H5N+2 + C2H5OCS−2 → C6H5SC(S)OC2H5
C6H5SC(S)OC2H5 + H2O → C6H5SH + HOC(S)OC2H5

#### Sostituzione con gruppo arile
Il gruppo arilico può essere accoppiato a un altro arile utilizzando i sali di arildiazonio. Ad esempio, trattando il cloruro di benzendiazonio con il benzene (composto aromatico) in presenza di idrossido di sodio genera bifenile:
[C6H5N+2]Cl− + C6H6 → C6H5−C6H5 + N2 + HCl
Questa reazione prende il nome di reazione di Gomberg–Bachmann. Una conversione simile si ottiene anche trattando il cloruro di benzenediazonio con etanolo e polvere di rame.

#### Sostituzione con gruppo carbossile
I fluoroborati di diazonio reagiscono con un acido carbossilico alifatico producendo il corrispondente acido benzoico. Questa reazione provvede un metodo per preparare acidi carbossilici aromatici da acidi carbossilici alifatici:
[C6H5N+2]BF−4 + RCO2H → C6H5CO2H + BF3 + N2 + RF

## Reazione di Meerwein
Il cloruro di benzendiazonio reagisce con composti contenenti legami doppi attivati per fornire prodotti fenilati. La reazione viene detta arilazione di Meerwein:
[C6H5N+2]Cl− + ArCH=CHCO2H → ArC=C−C6H5 + N2 + CO2 + HCl

## Complessi metallici
Nelle reazioni con complessi metallici, i cationi diazonio si comportano come il catione nitrosonio NO+. Per esempio, in complessi metallici a bassa valenza un sale di diazonio va a spostare un altro legante (CO, R3P, etc.).
Complessi tipici sono: [Fe(CO)2(PPh3)2(N2Ph)]+ e il complesso Fe(CO)(NO)(PPh3)(N2Ph) contenente un atomo di ferro come centro chirale.

## Altri metodi di dediazotazione
- per riduzione catodica sull'elettrodo
- per l'azione di blandi agenti riducenti come l'acido ascorbico (vitamina C)[24]
- per riduzione da parte di elettroni solvatati generati in acqua tramite radiolisi gamma
- trasferimento di elettrone fotoindotto
- riduzione tramite cationi metallici, più comunemente un sale rameoso [Cu(I)]
- dediazotazione anione-indotta: in un sale di diazonio con controione riducente come lo ioduro può avvenire un trasferimento di un elettrone al catione diazonio, che diviene N2, che forma il radicale arilico e un radicale iodio
- dediazotazione solvente-indotta con il solvente come donatore di elettroni

## Reazioni di grafting (innesto)
In una potenziale applicazione in nanotecnologia, il sale di diazonio tetrafluoroborato 4-clorobenzenediazonio molto efficacemente funzionalizza nanotubi a parete singola. Per poter sfogliare i nanotubi, vengono misti con un liquido ionico come un mortaio e pestello. Il sale di diazonio viene aggiunto insieme al carbonato di potassio, e dopo aver macinato la miscela a temperatura ambiente la superficie dei nanotubi è coperta con gruppi clorofenilici con un'efficienza di 1 su 44 atomi di carbonio. Questi gruppi sostituenti aggiuntivi prevengono i tubi dal formare raggruppamenti interni dovuti alla notevole forza coesiva esistente tra loro, questo è un problema ricorrente nella tecnologia dei nanotubi.
È anche possibile funzionalizzare wafer di silicio con sali di diazonio formando un monostrato arile. In uno studio, la superficie di silicio è lavata con idrogenodifluoruro d'ammonio lasciandolo coperto con legami silicio-idrogeno (passivazione idruro). La reazione della superficie con una soluzione di sale di diazonio in acetonitrile per 2 ore nel buio è un processo spontaneo attraverso un meccanismo a radicale libero:
Reazioni di grafting di sali di diazonio su metalli sono state compiute su superfici di ferro, cobalto, nickel, platino, palladio, zinco, rame e oro. È stato riportato anche l'innesto su superfici diamantate.
Una domanda interessante sollevata è il posizionamento effettivo del gruppo arile su una superficie.  Uno studio in silico dimostra che negli elementi del periodo 4 dal titanio al rame l'energia di legame decresce da sinistra a destra per l'aumento del numero degli elettroni della shell d. I metalli a sinistra del ferro si posizionano inclinati o piatti su una superficie che favorisce la formazione del legame π tra metallo-carbonio e quelli alla destra del ferro sono posizionati in una posizione superiore, favorendo la formazione del legame σ tra metallo-carbonio. Questo spiega anche perché finora il grafting con sale di diazonio è stato possibile con quei metalli a destra del ferro nella tavola periodica degli elementi.

## Riduzione a derivati dell'idrazina
I sali di diazonio possono ridursi con cloruro stannoso (SnCl2) ai corrispondenti derivati dell'idrazina. Questa reazione è particolarmente utile nella sintesi di Fischer dell'indolo dei composti triptani e della molecola indometacina. L'uso di ditionito di sodio è un miglioramento rispetto al cloruro stannoso poiché è un agente di riduzione più economico con meno problemi ambientali.

## Applicazioni
- Il primo utilizzo dei sali di diazonio consisteva nel produrre tessuti tinti all'acqua immergendo il tessuto in una soluzione acquosa del composto diazonio, seguito da immersione in una soluzione dell'accoppiatore (l'anello ricco di elettroni che subisce la sostituzione elettrofila). Le maggiori applicazioni dei composti del diazonio rimangono nell'industria della tintura e dei pigmenti.[14]
- I composti del diazonio sono reagenti standard usati in sintesi di composti organici, specialmente i composti derivati arilici.
- I sali di diazonio sono sensibili alla luce e si decompongono sotto la vicina UV o luce violetta. Questa proprietà ha portato al loro uso nella riproduzione di documenti. In questo processo, la carta o il film sono rivestiti con un sale di diazonio. Dopo l'esposizione del contatto sotto luce, il diazo residuo viene convertito in un colorante azoico stabile con una soluzione acquosa di accoppiatore. Un processo più comune utilizza una carta rivestita con diazo, accoppiatore e un acido per inibire l'accoppiamento; dopo l'esposizione UV l'immagine è sviluppata da una miscela di vapore di ammoniaca e acqua che forza l'accoppiamento.

## Sicurezza
Gli alogenuri diazonici solidi sono spesso pericolosamente esplosivi e sono stati segnalati casi di decessi e di feriti.
La natura degli anioni influisce sulla stabilità del sale. I perclorati di arildiazonio, come ad esempio perclorato di nitrobenzenediazonio, sono stati usati nei detonatori per innescare esplosivi.